# Hemioplisis agronaria
Hemioplisis agronaria là một loài bướm đêm trong họ Geometridae.